# خوانی
خوانی (اسپانیایی: Juani‎؛ زادهٔ ۳ اکتبر ۱۹۵۵) یک بازیکن فوتبال اهل اسپانیا بود.
از باشگاه‌هایی که در آن بازی کرده‌است می‌توان به باشگاه فوتبال مالاگا و باشگاه ورزشی رئال مایورکا اشاره کرد.
وی همچنین در تیم‌های ملی فوتبال زیر ۲۳ سال اسپانیا، زیر ۲۱ سال اسپانیا، و اسپانیا ب بازی کرده‌است.